# Расулев, Зайнулла
Зайнулла Хабибуллович Расулев (тат. Зәйнулла Хәбибулла улы Рәсүлев, баш. Зәйнулла Хәбибулла улы Рәсүлев) — татарский и башкирский просветитель, мусульманский религиозный деятель, ишан, последователь суфизма. Член братства Накшбандия. Один из руководителей джадидизма.

## Биография
Родился 25 марта 1833 года в деревне Шарипово Оренбургской губернии (ныне Учалинского района Башкортостана) в семье муллы.
Учился в медресе в родной деревне, затем в других деревнях; в 1858 году окончил медресе «Мухаммадия» города Троицка (ныне в Челябинской области).
Был деревенским муллой из сословия тептяри. Владел татарским и русским языками. Умел читать и писать на татарском.
С 1858 года — имам-хатыб в деревне Аккужа Верхнеуральского уезда Оренбургской губернии (ныне также в Учалинском районе Башкортостана).
Будучи шакирдом, стал интересоваться суфизмом. В 1859 году посвящён в члены суфийского ордена Накшбандийа. Метод мистического познания истины (тарик) совершенствовал в Стамбуле в 1869—1870 годах, где учился у шейха Ахмеда Зияуддина Гюмюшханеви; у него же получил разрешение (иджаза) преподавать учение суфия Накшбандийа. Совершил хадж. По возвращении на родину ввёл ряд новшеств в практику суфизма среди местных мусульман: громкий зикр (многократное упоминание имени Аллаха), празднование Маулид ан-Наби (дня рождения пророка Мухаммада), ношение чёток и т. д.
Преследовался властями за распространение идей суфизма. Официальные представители ислама — муллы-ортодоксы и кадимисты — обвинили его в ереси и враждебной деятельности против властей. По их доносу Расулев был арестован и в январе 1873 года совместно со своим другом и соратником Гатауллой Абдельмаликовым сослан в политическую ссылку, которую отбывал поочерёдно в Златоусте (ныне в Челябинской области) в течение восьми месяцев, Никольске Вологодской губернии (1873—1876) и в Костроме (1876—1881).
В 1881 году вернулся из ссылки и возобновил религиозную деятельность в деревне Аккужа. Повторно совершил хадж. С 1884 года — имам мечети в городе Троицке (ныне Челябинской области), при которой основал медресе «Расулия», одно из первых новометодных учебных заведений Южного Урала. Имел много учеников и последователей, стал одним из самых влиятельных мусульманских деятелей в России. Его называли также «духовным королём своего народа».
Умер 2 февраля 1917 года. Похоронен на мусульманском кладбище г. Троицка Челябинской области.

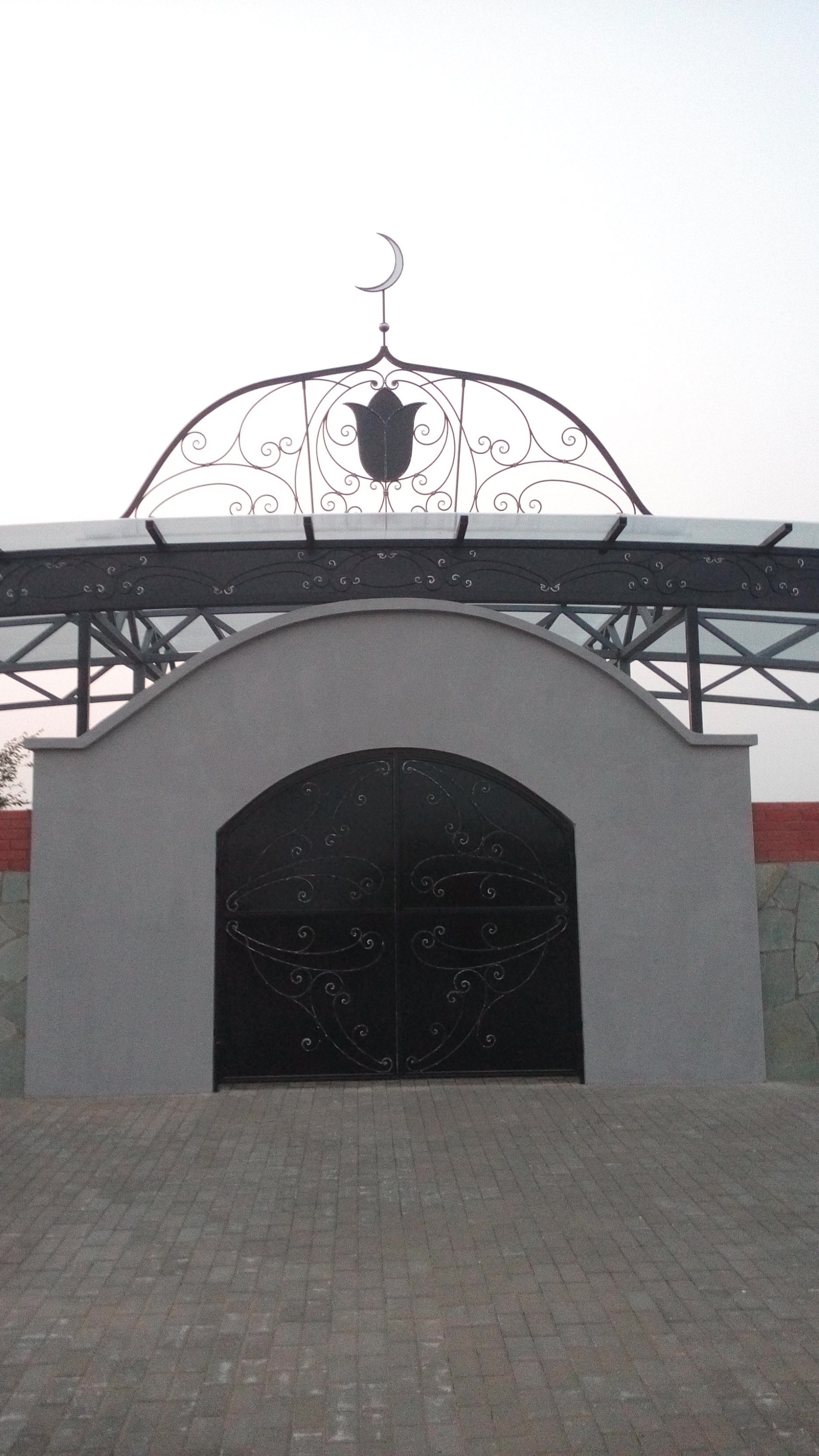
Вход к могиле Зайнуллы Расулева

В народной памяти башкир сохранилось множество легенд о чудесах и случаях исцеления больных, совершённых Зайнуллой Расулевым.

## Семья
Сын — Габдрахман Расулев, также стал известным религиозным деятелем.
Внук Атилла Расих (Расулев) — известный татарский писатель.
Из других родственников наиболее известны:
- Расулев Гайса Фаткуллович, религиозный и общественный деятель, ахун. Участник Русско-японской войны.
- Расулев Талха Гайсович, деятель Башкирского национального движения. Председатель управы Тамьян-Катайского кантона Башкурдистана, нарком продовольствия Башкирской АССР.
- Расулев Муждаба Мусич, деятель Башкирского национального движения, один из руководителей Бурзян-Тангауровского восстания.

## Память

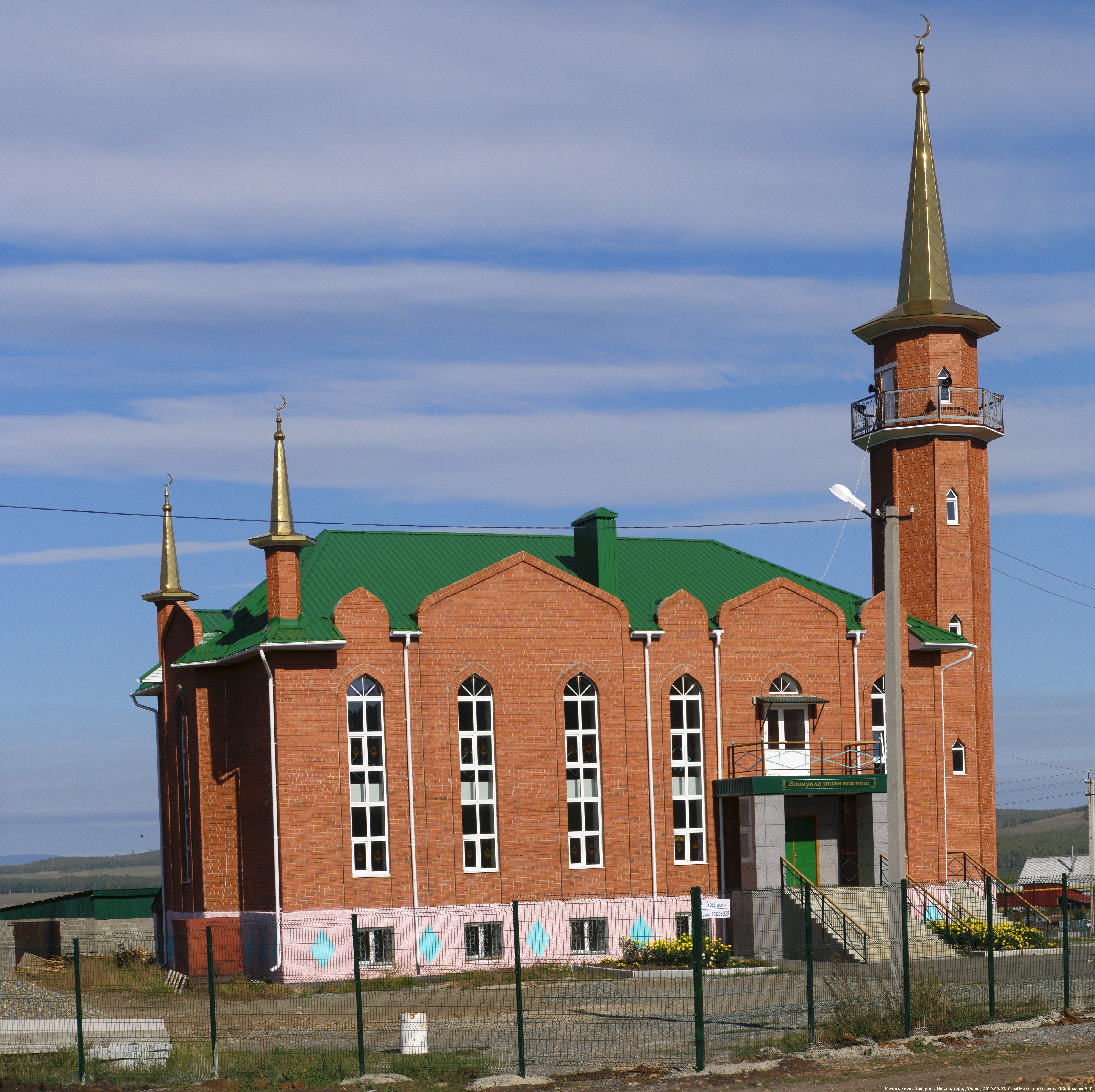
Мечеть имени Зайнуллы Ишана в городе Учалы

- В 2009 году в городе Учалы была открыта мечеть имени Зайнуллы Расулева[14].
- В 2008 году в городе Уфа улица Благоева была переименована в улицу Зайнуллы Расулева.[15]
- 13 ноября 2008 года в городе Троицке была названа мечеть именем Зайнуллы Расулева (бывшая № 91)[16]
- В 2016 году в Дагестане в городе Махачкала была открыта мечеть имени Зайнуллы Расулова
- В 2018 году в Троицке была открыта Медресе имени Зайнуллы Расулова
- Ежегодно в Троицке проходят «Расулевские чтения». Первая конференция прошла в 2012 году.[17]